# 日本リート投資法人
日本リート投資法人（にっぽんリートとうしほうじん）は、東京都港区に本部を置くSBIグループの投資法人。東証上場（J-REIT）。

## 概要
SBIファイナンシャルサービシーズ（SBIホールディングスの完全子会社）がメインスポンサー、クッシュマン・アンド・ウェイクフィールド及びアジリティー・アセット・アドバイザーズがサブスポンサーの総合型J-REITである。資産運用会社はスポンサー出資の「SBIリートアドバイザーズ株式会社」である。2014年（平成26年）の上場当初は双日がメインスポンサーであったが、2022年（令和4年）11月にSBIファイナンシャルサービシーズが双日より資産運用会社の株式を取得し、メインスポンサーはSBIグループに変更となった。
投資対象は、主にオフィスで、加えて住宅及び商業施設である。
2010年に設立後、2011年4物件を取得し非上場で運用していたが、2014年に上場を果たした。

## 沿革
- 2010年（平成22年）9月8日 - 本投資法人の設立。資産運用会社は「ポラリス・インベストメント・アドバイザーズ株式会社（現・双日リートアドバイザーズ株式会社）」
- 2010年（平成22年）10月26日 - 投信法第187条に基づく登録（登録番号 関東財務局長第72号）
- 2011年（平成23年）3月29日 - 資産運用開始（取得資産：住宅1棟及びオフィス3棟）
- 2014年（平成26年）4月24日 - 東京証券取引所に上場
- 2022年（令和4年）11月30日 - メインスポンサーが双日からSBIファイナンシャルサービシーズに交代[4]

## ポートフォリオ
2023年2月27日時点で、保有物件数106物件、取得価格合計2,547億円である。

## 資産運用会社
SBIリートアドバイザーズ株式会社（エスビーアイリートアドバイザーズ）は、日本リート投資法人の資産運用会社である。
株主は、SBIファイナンシャルサービシーズ67%、クッシュマン・アンド・ウェイクフィールド18%、アジリティー・アセット・アドバイザーズ15%である。
エイブルにより、2006年（平成18年）12月28日にエイブル・インベストメント・アドバイザーズ株式会社として設立された。「エイブルリート投資法人」を設立し上場を目指すも、2007年12月に上場を中止した。
エイブルの傘下から離脱したことで、2009年（平成21年）5月13日にポラリス・インベストメント・アドバイザーズ株式会社へ商号変更した。その後、双日の出資を受けたことで、2013年（平成25年）12月24日に双日リートアドバイザーズ株式会社へ商号変更した。2022年（令和4年）11月30日に双日が保有株式をSBIファイナンシャルサービシーズに譲渡し、SBIリートアドバイザーズ株式会社に商号変更した。